# 907A busz (Budapest)
A budapesti 907A jelzésű éjszakai autóbusz az Astoria és a Bosnyák tér között közlekedik, kizárólag egy irányban. A 907-essel összehangolt menetrend szerint jár, a vonalon együttesen negyedórás követési időt biztosítva. A vonalat a Budapesti Közlekedési Zrt. üzemelteti.

## Története
2021. június 19-én indult.

## Útvonala
| Bosnyák tér felé                                                                            |
| ------------------------------------------------------------------------------------------- |
| Astoria M vá. – Kossuth Lajos utca – Rákóczi út – Baross tér – Thököly út – Bosnyák tér vá. |

## Megállóhelyei
Az átszállási kapcsolatok között a hosszabb útvonalon közlekedő 907-es busz nincs feltüntetve.
| 0  | Astoria M induló végállomás   | |
| 0  | Uránia                        | 908, 908A, 916, 931, 931A, 956, 973, 973A, 990                                                                    |
| 2  | Blaha Lujza tér M             | 6 908, 908A, 923, 931, 931A, 956, 973, 973A, 990                                                                  |
| 3  | Huszár utca                   | 908, 908A, 931, 931A, 956, 973, 973A, 990                                                                         |
| 5  | Keleti pályaudvar M           | 908, 908A, 931, 931A, 956, 973, 973A, 990 S60 S80 (hétköznap 23:55 és 0:55 között, hétvégén 23:55 és 1:50 között) |
| 6  | Reiner Frigyes park           | 973, 973A |
| 7  | Cházár András utca            | 973, 973A |
| 8  | Stefánia út / Thököly út      | 973, 973A, 979 |
| 10 | Zugló vasútállomás            | 901, 918, 973, 973A, 979 S50                                                                                      |
| 10 | Amerikai út                   | 979 |
| 12 | Tisza István tér              | 979 |
| 13 | Bosnyák tér érkező végállomás | 979 |